# Robert Iler
Robert Iler (* 2. März 1985 in New York City, New York) ist ein US-amerikanischer Schauspieler, der vor allem durch seine Rolle als Anthony Soprano Jr. aus der HBO-Serie Die Sopranos bekannt ist.
Am 4. Juli 2001 geriet der damals 16-jährige Iler in die Schlagzeilen, als er zusammen mit drei weiteren Personen zwei brasilianische Touristen überfiel und 40 Dollar raubte. Er wurde angeklagt wegen Raubes und Cannabis-Besitzes, was für ihn bis zu 15 Jahre Gefängnis zur Folge haben konnte. Letztendlich wurde er wegen eines Schuldeingeständnisses zu einer dreijährigen Bewährungsstrafe verurteilt.
Als Schauspieler wirkte Robert Iler in kleineren Rollen in Daredevil (2003), Alle lieben Oscar (2002), The Tic Code (1999) und Law & Order: New York mit.

## Filmografie
- 1999: The Tic Code (1999)
- 1999–2007: Die Sopranos (The Sopranos, Fernsehserie, alle Folgen)
- 2002: Alle lieben Oscar (Tadpole)
- 2003: Daredevil
- 2004: Law & Order: New York Staffel 5, Episode 17 "Mean"
- 2009: Law & Order Staffel 19, Episode 11 "Lucky Stiff"